# 2001: Vesmírná odysea (film)
2001: Vesmírná odysea (v originále 2001: A Space Odyssey) je kultovní film Stanleyho Kubricka z roku 1968, inspirovaný povídkou Hlídka (The Sentinel) britského spisovatele A. C. Clarka. Clarke se podílel na scénáři a později původní povídku rozšířil na román 2001: Vesmírná odysea. Mezi fanoušky science fiction se obě díla stala takříkajíc kultem. Tento článek se zaměřuje především na filmové dílo, knižní podoba je podrobnější, může dovysvětlit některé ne zcela jasné myšlenkové konstrukce filmu, na druhé straně by však obě díla neměla být směšována, neboť jejich pojetí a částečně i vyznění je odlišné.
Film je nejen příběhem, ale především velkým vizuálním dílem režiséra. Prvních 30 minut nezaznívá lidské slovo. Známá je například scéna příletu raketoplánu k rotující kosmické stanici za doprovodu Straussova valčíku Na krásném modrém Dunaji.
Technické dekorace filmu byly tvořeny podle soudobých technických projektů se snahou o realistické podání.

## Děj
Úvod filmu se odehrává v dávné minulosti. Nedaleko tlupy pralidí se objeví černý monolit, který ovlivňuje myšlení pralidí, kteří se pod jeho vlivem naučí používat nástroje a zbraně. Tím výrazně zlepší svou šanci na další přežití, jak se záhy ukáže v souboji s konkurující tlupou – její vůdce je právě pomocí zbraně zabit a tlupa zahnána na útěk. Děj filmu se vzápětí geniálním a známým střihem (kost triumfálně vyhozená do vzduchu se mění v kosmickou loď) posune o miliony let do budoucnosti.
Další část se odehrává v roce 2001. Lidstvo objeví na Měsíci záhadný útvar neznámého původu, zvaný monolit. Útvar se vydává prozkoumat doktor Heywood R. Floyd. Záběry z cesty ve filmu představují přelom v technice filmových triků a dodnes působí mimořádně věrohodně. Po přistání (a vysvětlovacím setkání s osazenstvem měsíční základny) se Floyd vydává k z podzemí vykopanému monolitu. Ten náhle (v knize po ozáření slunečními paprsky) vyšle rádiový signál k planetě Jupiteru (v knize k Saturnu).
Po roce se k Jupiteru vydá kosmická loď Discovery s úkolem zjistit údaje o příjemci signálu. Kvůli utajení ale přinejmenším bdělá část posádky (druhá část posádky je v hibernaci) nezná celý obsah mise. (Podle pozdější knihy palubní počítač HAL 9000 je o skutečném cíli mise informován, což vede ke konfliktu v jeho „vědomí“. Tento rozpor ústí ve snahu odstranit zdroj konfliktu, kterým je jeho lidská posádka.) Počítač začíná vykazovat známky poruchovosti (kniha to vysvětluje tak, že začíná úmyslně vytvářet konfliktní situace, ztěžující komunikaci s pozemním řídícím střediskem).
Posádka zvažuje možnost jeho vypnutí. V reakci na to HAL pomocí dopravní „kapsle“ zabije člena posádky Franka Poola, který se pokoušel vyměnit (resp. vrátit na místo) údajně vadnou řídicí jednotku pro komunikaci se Zemí.
David Bowman se vydává za ním, HAL ho však (i s kapslí, ve které je pro určitou dobu v bezpečí) odmítá pustit zpátky. Zároveň odpojuje od životních funkcí i hibernované členy posádky (na ukazatelích se objeví nejdřív upozornění „životní funkce ohroženy“ vystřídané upozorněním „životní funkce ukončeny“). Bowman se rozhodne vrátit se do lodi nouzovým východem ve skafandru, zapomněl však přilbu, čehož si HAL je vědom. V ideově i technicky velmi zajímavé scéně se Bowmanovi během několika sekund podaří dostat se z kapsle, proniknout do přechodové komory lodi, uzavřít ji a vpustit do ní přívod kyslíku.
V další velmi emotivní scéně Bowman vytahuje jednotlivé moduly z „mozku“ počítače a stroj postupně „hloupne“ – Halův hlas ztrácí lidské rysy a hloubku formulací a nakonec zcela zmlkne. V tom se spustí monitor, kde dr. Floyd vysvětluje pravý účel cesty. Bowman pokračuje v misi sám.
Pomocí dalšího monolitu proniká mimozemským komunikačním kanálem do jiné dimenze. Psychedelická ilustrace průletu jinými světy je podle některých kritiků vizuálně nejpůsobivější scénou filmu, podle jiných nudnou barevnou show. Další scény filmu (svět, do něhož se Bowman dostane) jsou alegorické a jejich výklad je ponechán na divákovi. Bowmanova osobnost je nakonec transformována do nehmotné podoby „hvězdného dítěte“, které se vrací k planetě Zemi (v knize dokonce zachraňuje Zemi před jadernou apokalypsou). Jeden z možných výkladů je zánik staré formy lidské existence, posun lidstva k jiným měřítkům a dimenzím (je analogický k pokroku lidí z dimenze zvířat do dimenze civilizace).

## Obsazení
| Keir Dullea       | Dr. Dave Bowman      |
| Gary Lockwood     | Dr. Frank Poole      |
| William Sylvester | Dr. Heywood R. Floyd |
| Leonard Rossiter  | Dr. Andrei Smyslov   |
| Margaret Tyzack   | Elena                |
| Sean Sullivan     | Dr. Bill Michaels    |
| Robert Beatty     | Dr. Ralph Halvorsen  |
| Douglas Rain      | HAL 9000 (hlas)      |
| Bill Weston       | astronaut            |
| Glenn Beck        | astronaut            |
| Alan Gifford      | Pooleův otec         |
| Ann Gillis        | Pooleova matka       |

## Technická úroveň filmu

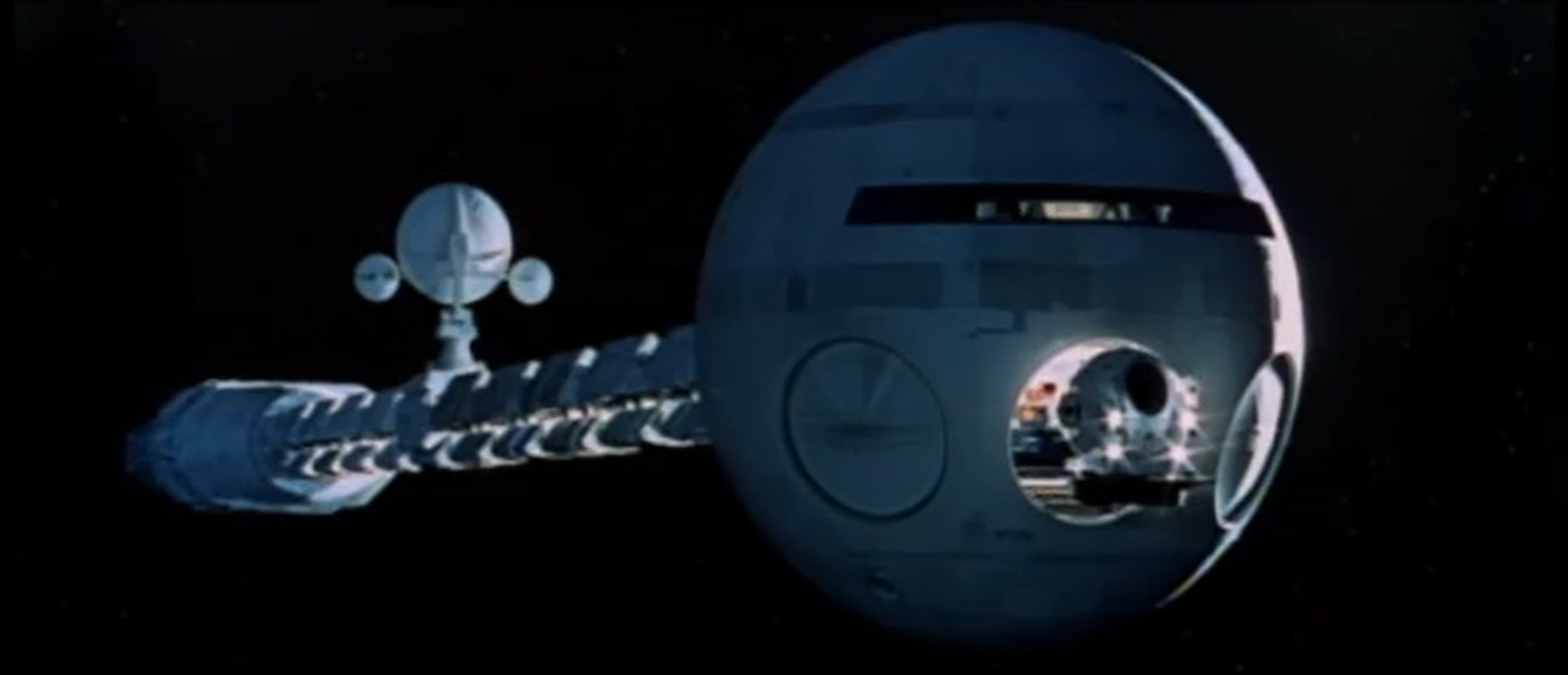
Velice kvalitně realizovaný záběr na vesmírnou loď.

Film patřil ve své době k vrcholům tehdy populárního směru technizované sci-fi, doprovázené náročnými triky s důrazem na technickou stránku věci. Kosmická plavidla i přístroje jsou filigránsky modelované a uvěřitelné, snaha o realistické podání je dovedena do detailů – např. přistání kosmického plavidla na Měsíci je doprovázeno „odfouknutím“ amortizátorů, které zvedne měsíční prach. Mimo jiné v důsledku toho byl rozpočet filmu překročen téměř dvojnásobně a dosáhl na 60. léta rekordních 10,5 milionů USD.